# Assakaraye
Assakaraye est une commune rurale du Mali de l'arrondissement central de Ménaka, dans le cercle de Ménaka et la région de Ménaka. La commune a pour chef-lieu la localité de Wasseifi.

## Géographie
La localité de Wasseifi est située à 59 km à l'est du chef-lieu de cercle Ménaka.

## Histoire
Lors du recensement de 2009, deux fractions sont recensés dans la commune de Ménaka :
- Idoguritane (1 446 hbitants)
- Kel Azar (311 habitants)

## Villages et fractions
La commune est composée de 7 localités, dont 2 villages. :
- Wasseifi
- Intirzawène

et 5 fractions :
- Iboguilitane
- Iboguilitane Kel Ibidamane
- Iboguilitane Kel Tafoulante
- Kel Azar
- Ibagane